# Liste der Ortsnecknamen in Stadt- und Landkreis Aschaffenburg
Im Spessart, im Kahlgrund und am Main hat fast jeder Ort einen Spitznamen, Utz – Uznamen, Spottnamen, Ortsnecknamen. Er ist meistens auf eine ortstypische Tätigkeit zurückzuführen, für den es auch einen speziellen Ausdruck in der Mundart gibt.

## Zweck
Ortsnecknamen sind keine Eigenerfindungen, sondern wurden einem grundsätzlich vom neidischen, bösen Nachbarn „angehängt“. Sie wurden früher benutzt, um die Bewohner zu charakterisieren und vor allem die jungen Männer zu verspotten. Am häufigsten werden bestimmte Handlungen benannt, die in der Regel „anstößig“ oder „unsinnig“ sind. Oft sind Tiere Namensgeber, handwerkliche Tätigkeiten finden sich ebenso wie menschliche Körperteile oder Krankheiten und körperliche Gebrechen.
Heute benennen sich Vereine, besonders Faschingsgesellschaften nach diesen Spitz- und Spottnamen. Dies ist auch eine Art Brauchtumspflege, dass manche, wenn auch kräftige und deftige, Ausdrücke in der Zukunft erhalten bleiben und nicht verlorengehen.

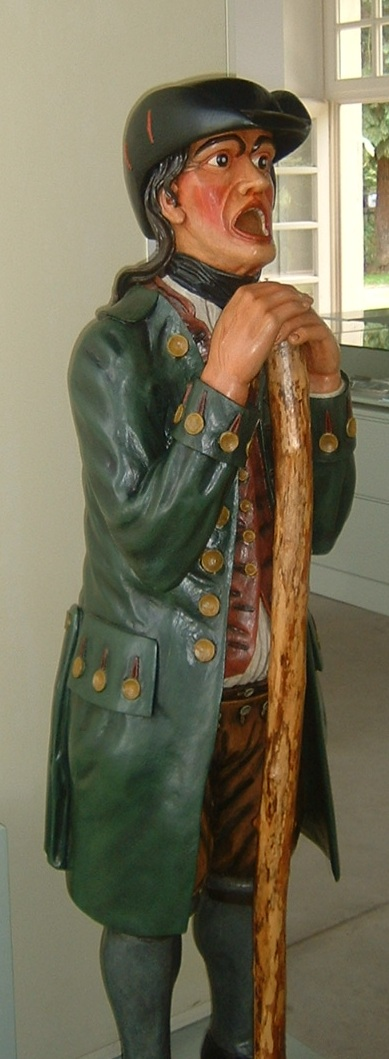
Aschaffenburger Maulaff

## Stadt
- Aschaffenburg: Kumbeer, Maulaff,
  - Damm: Hutschen
  - Gailbach: Räiböck (Rehböcke)
  - Leider: Schissmelle (Melde)
  - Obernau: Gackel, Schlöt
  - Schweinheim: Kammerbauern, Häfen

## Landkreis
- Alzenau: Plasterschisser
  - Albstadt: Waasbauern (Weizenbauern)
  - Hörstein: Wedschisser
  - Kälberau: Backofendrescher
  - Michelbach: Poulhoafe (Jauchetopf)
  - Wasserlos: Melichsuppe (Milchsuppe)
- Blankenbach: Hähmännchen (Hehmännchen, eine Art von Kobolden), Hamerige(n)
- Breunsberg OT (Johannesberg): Esel
- Brücken OT (Mömbris): Worschtbrieh (Wurstbrühe)
- Daxberg OT (Mömbris): Daxe (Dachse), Placke
- Dettingen Karlstein am Main:  Stehkrääsche (Stehkrägen)
- Dörnsteinbach OT (Mömbris): Ölkrügelche
- Eichenberg OT (Sailauf): Nölle, Kroake (Krähen)

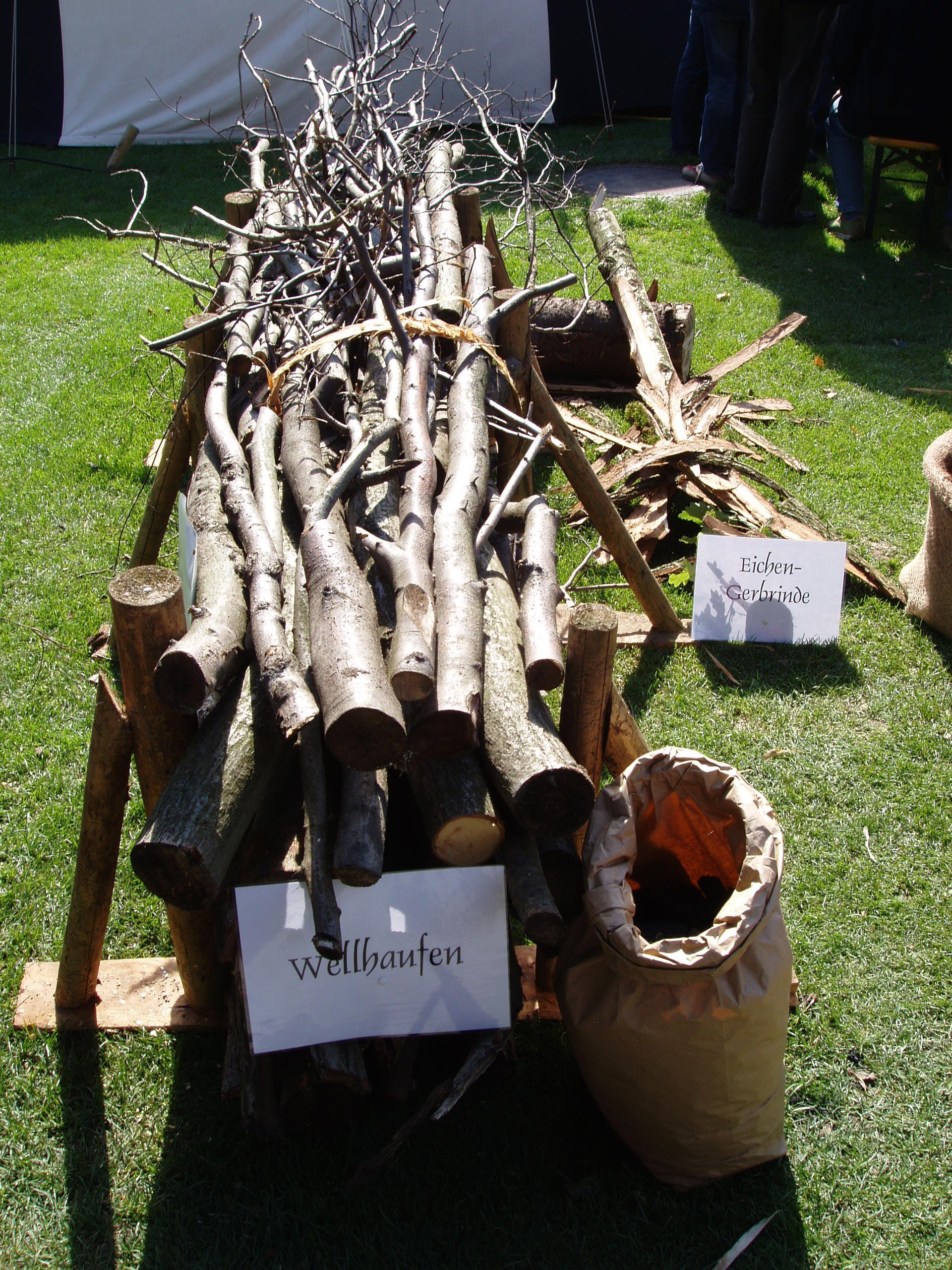
Mittelstarke Äste, in Wellenform

- Feldkahl OT (Hösbach): Blopiffer (pfeift ins „blaue“ hinein = schrill und verkehrt), Blopisser
- Geiselbach: Hochseicher, Dreidörfernarrn
- Glattbach: Bäbsch, Käsmattesäck, Narrn,
- Goldbach: Gollwischer Gall-Löcher (Schalllöcher im Kellergewölbe oder Glockenturm, wohl analog den Häisbicher Braatmäulern)
- Großostheim: Äisdemir Grohbirn (Großostheimer Grohbirnen)
- Grünmorsbach OT (Haibach), Krocke (Krähen), Morschbicher Zicheunä (Morsbacher Zigeuner)
- Großwelzheim Karlstein am Main: Hoaboard
- Gunzenbach OT (Mömbris): Hutzelgründer
- Haibach: Wellekipper  (Wellen=Äste-Brennholz, kippen=hacken)
- Hain im Spessart OT (Laufach): Hoer Krocke (Hainer Krähen)
- Heigenbrücken: Köhlschaber (Köhl=Rüben)
- Heimbuchenthal: Hämschedoaler Zworeiher
- Heinrichsthal: Hötterer (Hüttenarbeiter), Hubese
- Hemsbach OT (Mömbris): Heidelbeer
- Hösbach: Häisbicher Braatmäuler, Lumbe, Schwachet
- Hofstädten OT (Schöllkrippen): Reisehoansoams

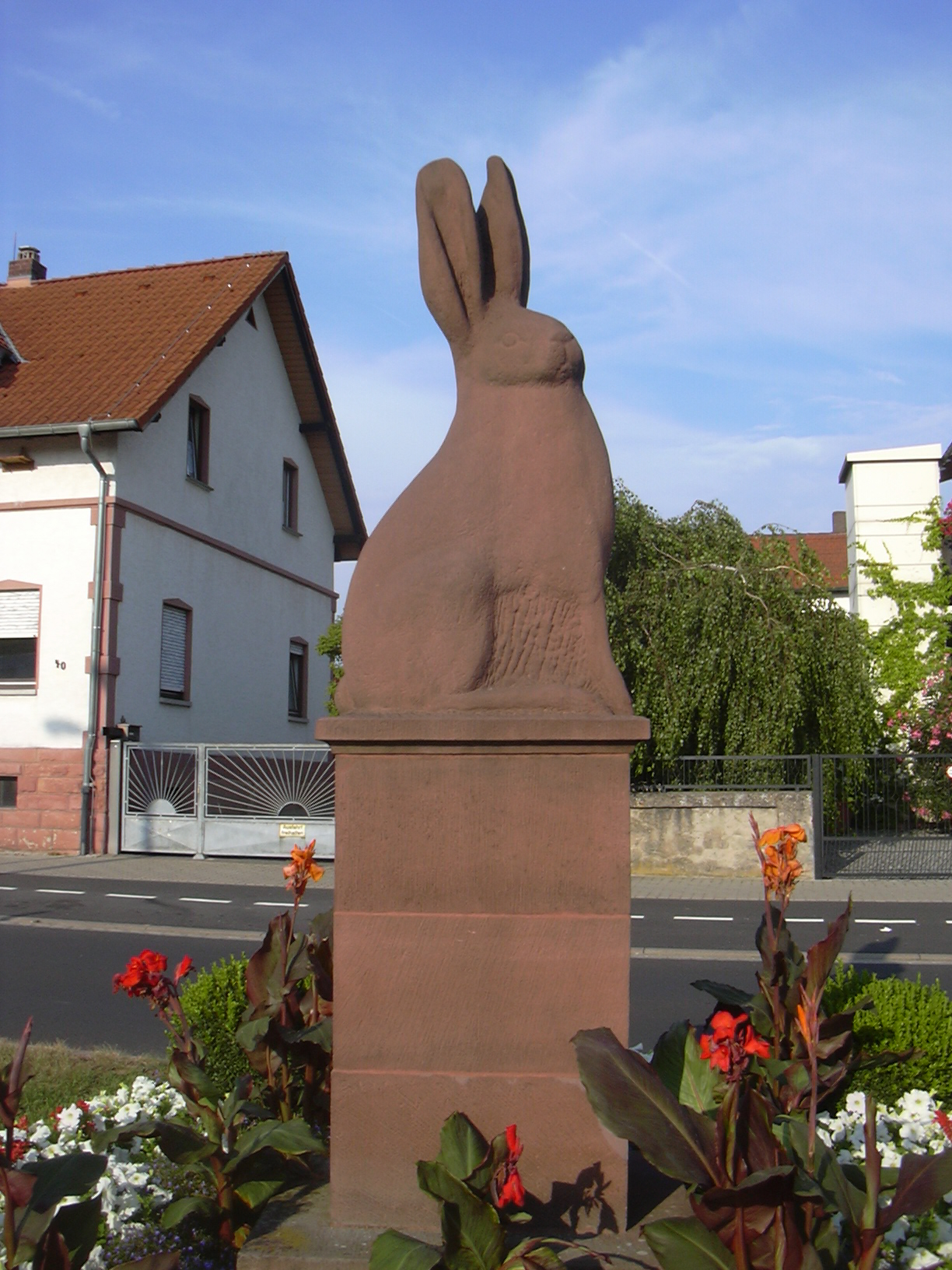
Kahler Sandhas

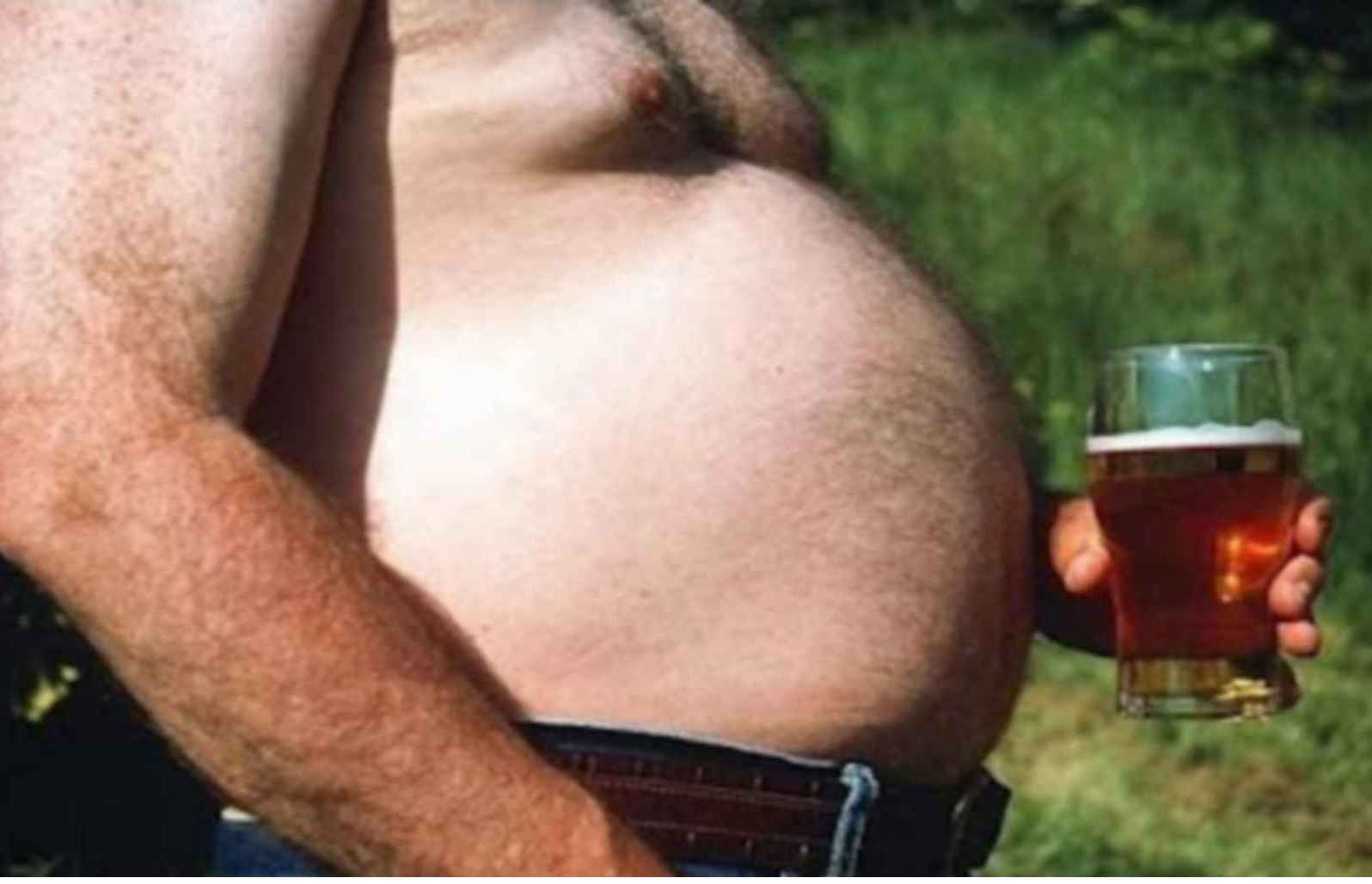
Bierbauch – Köize

- Hohl OT (Mömbris): Bääsemschweizer
- Huckelheim OT (Westerngrund): Lump
- Jakobsthal OT (Heigenbrücken): Knöpphötterer (stellt gläserne Knöpfe her)
- Johannesberg: Häher, Pulsiffer (Jauchesäufer)
- Kahl am Main: Sandhasen
- Keilberg OT (Bessenbach): Hawwernstrübber (Haferabstreifer), Pennigfuchser
- Kleinostheim: Groubern, Grobirn
- Königshofen an der Kahl OT (Mömbris): Kuckuck, Plasterscheißer
- Krausenbach OT (Dammbach): Hutzelgründer
- Krombach: Kibitze, Nasshunkel
- Mainaschaff: Oscheffer Sandhasen
- Mensengesäß OT Mömbris: Heckegedecker
- Mespelbrunn: Krachköize (Männer mit einem Bierbauch, die wenn betrunken Streit suchen), Neudorfer
- Niedersteinbach OT (Mömbris): Lumbe
- Oberafferbach OT (Johannesberg): Häre
- Oberbessenbach OT (Bessenbach): Viereckische
- Oberwestern OT (Westerngrund): Zwüwwel
- Omersbach OT (Geiselbach): Ommerschbicher Kappestricker
- Pflaumheim OT Großostheim: Bloimer Oschlescher (Pflaumheimer Arschlöcher)
- Reichenbach OT (Mömbris): Hasen
- Rothenbuch: Schnäl, Rodebücher Schnole (Schnecken)
- Rothengrund OT (Mömbris): Hutzelgründer
- Rottenberg OT (Hösbach): Kroake (Krähen)
- Rückersbach OT (Johannesberg): Fläick (Flöhe)
- Sailauf: Wasserköpp
- Schimborn OT (Mömbris): Wanze (Wanzen)
- Schmerlenbach OT (Hösbach): Klostergeister, Kuttenbrunser
- Schöllkrippen: Pasquillen
- Straßbessenbach OT (Bessenbach): Streeßer Krumbärnbleeser
- Steinbach OT (Johannesberg),  (Stoamisch hinner de Sunn): Lohmeärsch (Lahmärsche)
- Stockstadt am Main: Schdeggsdä Zischeune (Stockstädter Zigeuner)
- Unterafferbach OT (Goldbach): Schnääl (Nacktschnecken)
- Waldaschaff: Herrgottsdiebe, Brotsäck
- Weibersbrunn: Krocke (Krähen)
- Wenighösbach OT (Hösbach): Bad Joch, Jöcher (nach dem Jochgeschirr)
- Wenigumstadt OT (Großostheim): (Wilschenumschd) Weanegge Nann (Wenigumstädter Narren)
- Wiesen: Hasen, Asthocker
- Wintersbach OT (Dammbach): Krake (Krähen)
- Winzenhohl OT Hösbach: Winzehäilä Köschezäilä (Kirschenzähler)[1]

## Spottverse
- Alzenau: In Alzenau da ist der Himmel blau, da tanzt der Ziegenbock mit seiner Frau.
- Damm: Ich soi vun Damm, ich wohn on de Besch, ich hou e Messer un ich stech! (Ich bin von Damm, ich wohn am Bach, ich habe ein Messer und ich steche!)
- Dörnsteinbach OT (Mömbris): Pfeifeköppchen, Dürrhälschen und Säuschwänzchen
- Geiselbach: Dreidörfer Narrn stehen auf drei Sparrn
- Großostheim: Dorch Ousdem oune Geleid, dorch Bloume oune Schdreid, dorch Willschemumschd oune gezobbd, dorch Mosbach oune gerobbd, dorch Roare oune gehaache – der kann vun Glig saache. (Durch Großostheim ohne Geleit, durch Pflaumheim ohne Streit, durch Wenigumstadt ohne gezupft, durch Moosbach ohne gerupft, durch Radheim ohne gehauen – der kann von Glück sagen.)
- Haibach: Hawisch des glab isch
- Haibach, Grünmorsbach, Schweinheim: Hawisch hawisch, Moäschbisch grich isch und Schwoihoi es all moi.
- Haibach und Goldbach: Die Hawischä Hätzjen un die Golwischä Schätzjen
- Hessen: Was bringe uns die blinne Hesse? - Grouse Schissl un nex ze fresse!
- Huckelheim: Ich nehme einen Stein, werf den dir wid ans Bein, dann fällst du von Rain
- Laufach: Hie und zurück lafisch, Was ich nit troache kann, schlaaf isch
- Sommerkahl: Sin die alte Weiber feil, e Dutzend für e Strohseil[2]
- Obernau: In Obernau da ist der Himmel blau, da tanzt der Ziegenbock mit seiner Frau.
- Unterafferbach: Mir sann babbisch, mir sann gääl, mir sann afferbischer schnäl.